# Ley de Gobierno Local de 1888
La Ley de Gobierno Local de 1888 (51 & 52 Vict. c. 41) fue aprobada por el Parlamento del Reino Unido en 1888 y estableció los concejos condales y los concejos municipales condales en Inglaterra y Gales. Entró en vigor el 1 de abril de 1889, excepto para el Condado de Londres, el cual existió desde el día 21 de marzo a petición del Concejo Condal de Londres.

## El Proyecto de Ley
Siguiendo a las elecciones generales de 1886, se formó una administración conservadora liderada por Lord Salisbury. No obstante, los conservadores no poseían la mayoría de escaños y tuvieron que confiar en el apoyo del Partido Liberal Unionista. Como parte del precio por este apoyo los Unionistas Liberales demandaron que se introdujera un proyecto de ley que colocara al gobierno condal bajo el control de los concejales elegidos, basados en los concejos municipales introducidos por la Ley de Corporaciones Municipales de 1835.
Por consiguiente, el «Proyecto de Ley del Gobierno Local (Inglaterra y Gales)» fue presentado a la Cámara de los Comunes el 19 de marzo de 1888 por el presidente de la Junta del Gobierno Local Charles Ritchie. El proyecto de ley proponía la creación de concejos condales electos para controlar las funciones administrativas de los magistrados de los juzgados de las sesiones trimestrales (quarter sessions), que diez grandes municipios deberían constituir "condados por sí mismos" para los propósitos del gobierno local y que cada condado se dividiera en distritos urbanos y rurales, basados en los distritos sanitarios existentes, siendo gobernados por un ayuntamiento (district council). El concejo condal y los ayuntamientos deberían consistir por una parte en concejales electivos (elective councillors) y por la otra parte en concejales selectos (selected councillors), elegidos por los concejales electos de una manera similar a los concejales mayores electos (aldermen) en las localidades municipales. 
Los condados para ser usados como gobiernos locales debían ser condados históricos de Inglaterra y condados históricos de Gales. Un concejo condal se debía formar para cada uno de los barrios periféricos de Yorkshire y para las tres divisiones de Lincolnshire (Holanda, Kesteven y Lindsey), llevando a la creación de cincuenta y seis concejos condales. Un nuevo Condado de Londres debía formarse a partir del área de la Junta Metropolitana de Trabajos (Metropolitan Board of Works). las fronteras de los condados serían aquellas usadas con intenciones parlamentarias, ajustadas para incluir distritos sanitarios urbanos en los límites del condado dentro de un mismo condado.
Los diez municipios que se debían "tratar como condados separados" recibieron los nombres de Liverpool, Birmingham, Mánchester, Leeds, Sheffield, Bristol, Bradford, Nottingham, Kingston-on-Hull y Newcastle-on-Tyne.
Los distritos sanitarios urbanos y rurales existentes, creados en 1872, se redesignarían como distritos urbanos y rurales. Los distritos urbanos que quedaban en los límites de los condados se incluirían en el condado en el cual se encontrara la mayor parte de la población según el censo de 1881. Los distritos sanitarios rurales existentes se dividirían en los límites condales para formar distritos rurales.

## El paso por el parlamento
El Proyecto de Ley sufrió numerosos cambios al pasar por el parlamento. Los términos de condado administrativo y municipio condal fueron introducidos para designar a las nuevas áreas de gobierno local, mientras que los "concejales selectos" pasaron a ser "concejales condales" (county aldermen). El gobierno rechazó las secciones relativas a la creación de concejos de distrito, los cuales fueron en finalmente creados por la Ley de Gobierno Local de 1894.
Los miembros de las cámaras protestaron formalmente en nombre de condados y municipios, lo que llevó a un incremento en el número de autoridades locales. 
- Las divisiones orientales y occidentales de Sussex pasaron a ser condados administrativos.[3]
- La isla de Ely se separó de Cambridgeshire.[4]
- Las divisiones orientales y occidentales de Suffolk fueron divididas para intereses del gobierno local.[5]
- El Soke de Peterborough fue separado del resto de Northamptonshire.[6]

Los intentos de crear condados administrativos para los Cinco Puertos y Stoke-on-Trent fracasaron.
El límite de población para los municipios condales se redujo en dos ocasiones, primero a 100.000 y luego a 50.000. Ciero número de corporaciones condales más pequeñas también recibieron el estatus de municipio condal. El señor Ritchie concedió el 8 de junio:
«Ahora que han disminuido tanto en población hasta los 50.000, surge la cuestión sobre la admisión de municipios que no tenían población tan amplia como 50.000 pero que tenían reivindicaciones peculiares. [Él] Se refería a los condados de ciudades [...]»
«Dos o tres de estas ciudades tenían una población tan pequeña que [él] no propuso ocuparse de ellas de esta manera. La mejor trayectoria fue dar los nombres de las ciudades que propuso incluir. Eran: Exester, Lincoln, Chester, Gloucester, Worcester y Canterbury».
"Now that they had gone down so far in population as 50,000 there arose a question as to the admission of boroughs which had not so large a population as 50,000, but which had very peculiar claims. He referred to the counties of cities."... 
"Two or three of these cities had so small a population that he did not propose to deal with them in this way. The best course was to give the names of the cities which he proposed to include. They were Exeter, Lincoln, Chester, Gloucester, Worcester, and Canterbury."
El efecto de estos cambios fue incrementar el número de municipios condales de diez a cincuenta y nueve. Con una población de alrededor de 50.000 habitantes en el censo de 1881, la City de Londres fue inicialmente propuesta al estatus de municipio condal.

## Concejos condales
Los concejos estaban sujetos a elecciones trienales. Las primeras tuvieron lugar en enero de 1889. Los concejos condales electos en 1889 se conocieron como concejos "provisionales" hasta la transmisión de poderes el 1 de abril. Cada condado administrativo fue dividido en divisiones electorales, cada una elegía a un único concejal. A partir de las elecciones, los concejales condales luego elegían concejales mayores electos (elected county aldermen), habiendo un concejal mayor electo por cada seis concejales. Los concejales nombraron un presidente y un vicepresidente, quienes tenían una duración de un año en el cargo.

### Los poderes
Los poderes y las responsabilidades transferidas de las sesiones trimestrales (quarter sessions) a los concejos fueron enumerados en la Ley. Incluían:
- Creación e imposición de impuestos
- Préstamos de dinero
- Aprobado de las cuentas del condado
- Mantenimiento y construcción de edificios condales, tales como Salas Condales (shire halls y county halls), palacios de justicia y comisarías
- Autorización de lugares de entretenimiento y de hipódromos
- Construcción de manicomios
- Establecimiento y mantenimiento de reformatorios y de escuelas industriales (industrial schools)
- Reparación de las carreteras y los puentes del condado†
- Nombramiento, desestimación y establecimiento de los salarios para los funcionarios condales
- División del condado en distritos electorales para las elecciones parlamentarias y el aprovisionamiento de centros electorales
- Control de enfermedades contagiosas de animales y de insectos destructivos
- Conservación de la fauna marina y control de las aves salvajes
- Alturas y medidas

† El concejo podría, asimismo, declarar una carretera "carretera principal" y encargarse de su mantenimiento, y comprar puentes existentes o construir otros nuevos.
Corporaciones municipales condales también ejercían estos poderes, además de los de una localidad municipal.

## Comités mixtos permanentes
El ocntrol de la policía condal debía ejercerse de forma conjunta con las sesiones trimestrales (quarter sessions) y el concejo condal a través de un comité mixto permanente. Los comités fueron sustituidos por autoridades policiales por la Ley Policial de 1964.

## Condados para otros propósitos
La Ley también alteró lo que llama coundados, asegurando que los límites usados para lo que denomina como propósitos no-administrativos se estuvieran armonizados con los límites entre los condados administrativos. 
Se declaró que los propósitos no-administrativos serían "sheriff, teniente, custos rotulorum, justicia, milicia, juez de instrucción u otro", aproximándose así a las funciones de los modernos condados ceremoniales.
Los municipios condales se incluyeron dentro de su condado geográfico para tales propósitos y los condados de Cambridgeshire, Lincolnshire, Northamptonshire, Suffolk, Sussex y Yorkshire no se dividieron, permaneciendo como un condado en la aprobación de la Ley. Los tres ridings de Yorkshire y cierto número de barrios conservaron así sus intendencias y shrievalties existentes.

## Otras provisiones
Según la sección 48 de la ley, todas las libertades y sufragios, con la excepción de aquellas que quedaron como condados administrativos separados, deben ser fusionadas con el condado del cual formaron parte en las elecciones parlamentarias. Los Cinco Puertos, que por ciertas intenciones (tales como la intendencia) se consideraron como condados distintos, deben pasar a formar parte del condado en el cual se situaban. La sección 49 permitía la creación, por orden provisional, un concejo para las Islas Sorlingas, estableciéndose una autoridad unitaria al margen del condado administrativo de Cornwall. Ésta fue debidamente formada en 1890 como el Distrito Rural de las Islas Sorlingas.

## Lista de los condados administrativos y condados municipales creados en 1889

### Inglaterra
| Condado geográfico      | Condado administrativo           | Municipios condales |
| ----------------------- | -------------------------------- | --- |
| Bedfordshire            | Bedfordshire                     | |
| Berkshire               | Berkshire                        | Reading |
| Buckinghamshire         | Buckinghamshire                  | |
| Cambridgeshire          | Cambridgeshire                   | |
| Cambridgeshire          | Isla de Ely                      | |
| Cheshire                | Cheshire                         | Birkenhead, Chester, Stockport (parte) |
| Cornwall                | Cornwall                         | |
| Cumberland              | Cumberland                       | Carlisle |
| Derbyshire              | Derbyshire                       | Derby |
| Devon                   | Devon                            | Devonport, Exeter, Plymouth |
| Dorset                  | Dorset                           | |
| Durham                  | Durham                           | Gateshead, Shields del Sur, Sunderland |
| Essex                   | Essex                            | Ham del Oeste |
| Gloucestershire         | Gloucestershire                  | Bristol (parte), Gloucester |
| Herefordshire           | Herefordshire                    | |
| Hertfordshire           | Hertfordshire                    | |
| Huntingdonshire         | Huntingdonshire                  | |
| Kent                    | Kent                             | Canterbury |
| Lancashire              | Lancashire                       | Barrow, Blackburn, Bolton, Bootle cum Linacre, Burnley, Bury, Liverpool, Mánchester, Oldham, Preston, Rochdale, Santa Helena, Salford, Stockport (parte), Wigan |
| Leicestershire          | Leicestershire                   | Leicester |
| Lincolnshire            | Lincolnshire, Partes de Holanda  | |
| Lincolnshire            | Lincolnshire, Partes de Kesteven | |
| Lincolnshire            | Lincolnshire, Partes de Lindsey  | Lincoln |
| Londres                 | Londres                          | Ciudad de Londres: permaneció como condado separado pero elegía miembros al Concejo Condal de Londres, el cual ejerció algunos poderes dentro de la ciudad.     |
| Middlesex               | Middlesex                        | |
| Monmouthshire           | Monmouthshire                    | Newport‡ |
| Norfolk                 | Norfolk                          | Norwich, Great Yarmouth (parte) |
| Northamptonshire        | Northamptonshire                 | Northampton |
| Northamptonshire        | Soke de Peterborough             | |
| Northumberland          | Northumberland                   | Newcastle upon Tyne |
| Nottinghamshire         | Nottinghamshire                  | Nottingham |
| Oxfordshire             | Oxfordshire                      | Oxford |
| Rutland                 | Rutland                          | |
| Salop (Shropshire)      | Salop (Shropshire)               | |
| Somerset                | Somerset                         | Bath |
| Southampton (Hampshire) | Southampton (Hampshire) †        | Portsmouth, Southampton |
| Staffordshire           | Staffordshire                    | Hanley, Walsall, Bromwich del Oeste, Wolverhampton |
| Suffolk                 | Suffolk del Este                 | Ipswich, Great Yarmouth (parte) |
| Suffolk                 | Suffolk del Oeste                | |
| Surrey                  | Surrey                           | Croydon |
| Sussex                  | Sussex del Este                  | Brighton, Hastings |
| Sussex                  | Sussex del Oeste                 | |
| Warwickshire            | Warwickshire                     | Birmingham, Coventry |
| Westmorland             | Westmorland                      | |
| Wiltshire               | Wiltshire                        | |
| Worcestershire          | Worcestershire                   | Dudley, Worcester |
| Yorkshire               | Yorkshire, Riding del Este       | Kingston-upon-Hull, York (parte) |
| Yorkshire               | Yorkshire, Riding del Norte      | Middlesbrough, York (parte) |
| Yorkshire               | Yorkshire, Riding del Oeste      | Bradford, Halifax, Huddersfield, Leeds, Sheffield, York (part)                                                                                                  |

† Desde el 1 de abril de 1890 la isla de Wight se separó del Condado de Southampton para formar un Condado Administrativo.
‡ Newport se convirtió en condado municipal en 1891

### Gales
| Condado geográfico | Condado administrativo | Municipios condales |
| ------------------ | ---------------------- | ------------------- |
| Anglesey           | Anglesey               |                     |
| Brecknockshire     | Brecknockshire         |                     |
| Carnarvonshire     | Carnarvonshire         |                     |
| Cardiganshire      | Cardiganshire          |                     |
| Carmarthenshire    | Carmarthenshire        |                     |
| Denbighshire       | Denbighshire           |                     |
| Flintshire         | Flintshire             |                     |
| Glamorgan          | Glamorgan              | Cardiff, Swansea    |
| Merioneth          | Merioneth              |                     |
| Montgomeryshire    | Montgomeryshire        |                     |
| Pembrokeshire      | Pembrokeshire          |                     |
| Radnorshire        | Radnorshire            |                     |

## Ciudades unificadas
Había veintidós distritos sanitarios urbanos unificados en un condado:
- Banbury (Oxfordshire/Northamptonshire)
- Castillo Barnard (Durham/Yorkshire North Riding)
- Burton upon Trent (Staffordshire/Derbyshire)
- Valle de Barnet del Este (Hertfordshire/Middlesex)
- Ebbw Vale (Monmouthshire/Breconshire)
- Hyde (Cheshire/Lancashire)
- Ludlow (Shropshire/Herefordshire)
- Market Harborough (Leicestershire/Northamptonshire)
- Merthyr Tydfil (Glamorgan/Breconshire)
- Mossley (Lancashire/Cheshire/Yorkshire)
- Nueva Mills (Derbyshire/Cheshire)
- Newmarket (Suffolk del Oeste/Cambridgeshire)
- Peterborough (Soke of Peterborough/Huntingdonshire)
- Stalybridge (Cheshire/Lancashire)
- Stamford (Lincolnshire, Partes de Kesteven/Northamptonshire)
- Stockton-on-Tees (Durham/Yorkshire North Riding)
- Sudbury (Suffolk/Norfolk)
- Tamworth (Staffordshire/Warwickshire)
- Thetford (Norfolk/Suffolk)
- Todmorden (Yorkshire West Riding,Lancashire)
- Tredegar (Monmouthshire/Breconshire)
- Warrington (Lancashire/Cheshire)